# US Open 2018 (turniej pokazowy)
US Open 2018 – turniej pokazowy – zawody pokazowe, rozgrywane w ramach ostatniego, czwartego w sezonie wielkoszlemowego turnieju tenisowego, US Open.
W tygodniu poprzedzającym główny turniej US Open, podczas rozgrywania turnieju eliminacyjnego, 24 sierpnia został przeprowadzony mecz pokazowy gry mieszanej.

## Mecz pokazowy gry mieszanej
|  |       |                                         |   |   |    |
|  | Finał |                                         |   |   |    |
|  |       |                                         |   |   |    |
|  |       |                                         |   |   |    |
|  |       |                                         |   |   |    |
|  |       | Lindsay Davenport Michael Chang         | 4 | 6 | 12 |
|  |       | Lindsay Davenport Michael Chang         | 4 | 6 | 12 |
|  |       | Martina Navrátilová Jan-Michael Gambill | 6 | 4 | 10 |
|  |       | Martina Navrátilová Jan-Michael Gambill | 6 | 4 | 10 |
|  |       |                                         |   |   |    |